# Leppiasiurja (stacja kolejowa)
Leppiasiurja (ros. Леппясюрья, krl. i fiń. Leppäsyrjä) – stacja kolejowa w miejscowości Leppiasiurja, w rejonie suojarwskim, w Karelii, w Rosji. Położona jest na linii Chijtoła – Suojarwi.
Stacja powstała w okresie międzywojennym, gdy tereny te przynależały do Finlandii.

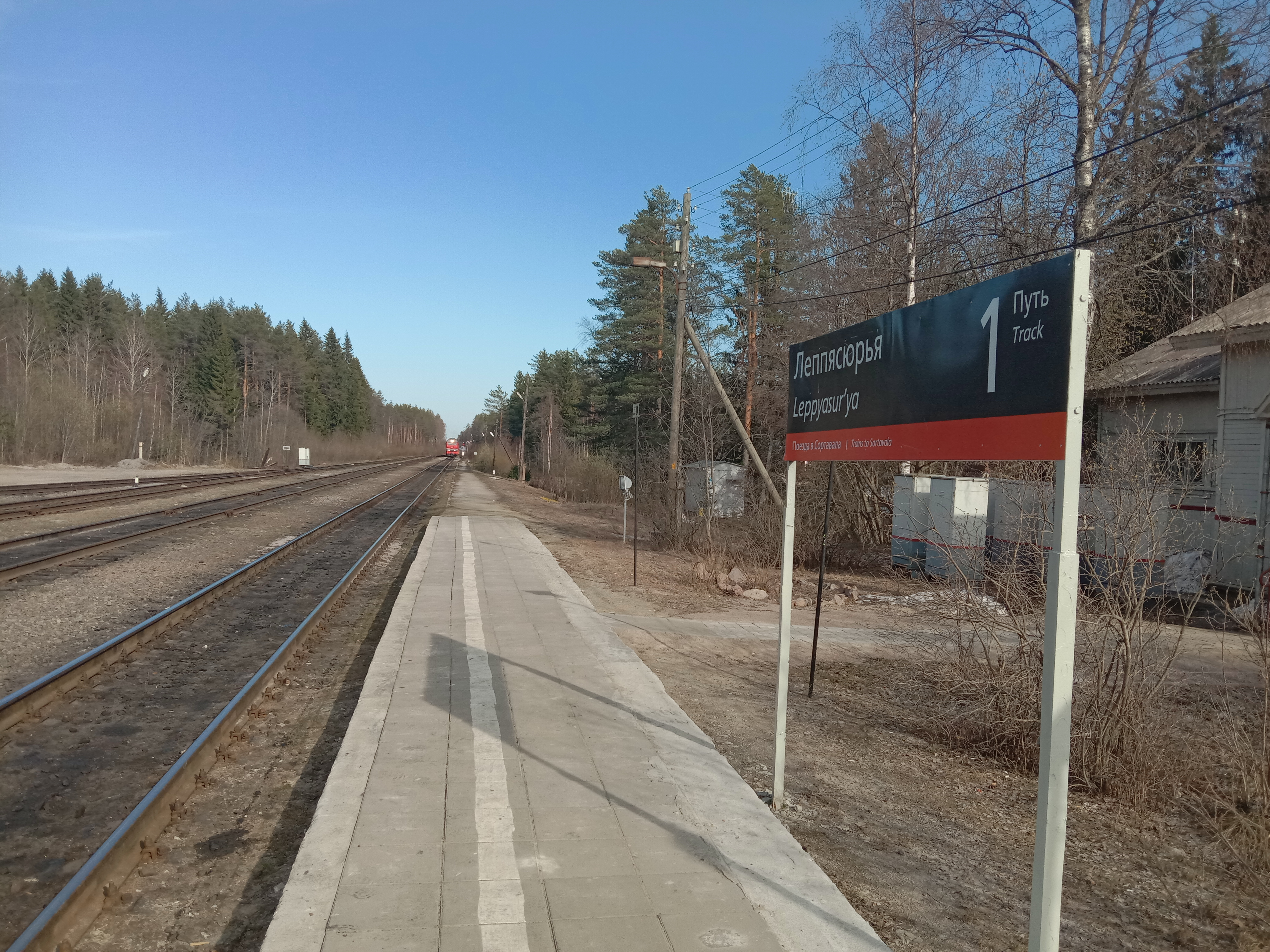
widok w stronę Suojarwi